# Ola Orekunrin
Olamide Orekunrin (1987, Londres) é uma médica britânica de origem nigeriana, responsável pelo programa Flying Doctors Nigeria, em Lagos, na Nigéria.

## Vida

### Educação
Ola nasceu em Londres, na Inglaterra, e cresceu sob os cuidados de pais adotivos em Lowestoft. O nome "Ola" significa "riqueza" em iorubá.  Graduou-se em medicina na Hull York Medical School aos 21 anos, tornando-se uma das médicas mais jovens do Reino Unido.

### Carreira médica
Após a graduação, Olamide trabalhou durante dez anos para a National Health service do Reino Unido. Pilota de helicóptero com especialização em treinamento em medicina de aviação, foi pioneira da primeira operação médica aérea em Lagos, na Nigéria. Orekunrin foi motivada a começar o trabalho voluntário no local depois de experienciar a perda da irmã devido às difíceis circunstâncias médicas da Nigéria. Intrépida das dificuldades, estabeleceu o projeto Flying Doctors sucessivamente na Nigéria, em 2007, tornando-se CEO em seguida.
Ola é membro da  American Academy of Aesthetic Surgeons e da British Medical Association. Em 2013, entrou nalista dos Líderes Jovens Globais pelo Fórum Econômico Mundial. Orekunrin deu palestras sobre empreendedorismo no Instituto de Tecnologia de Massachusetts. O projeto Flying Doctors tem 20 aeronaves e 44 médicos que estão aptos para prestar assistência médica aos arredores da Nigéria. A empresa oferece serviços para eventualidades locais, além de conceder seguro para empresas e famílias do país.